# Mistrzostwa Świata w Piłce Nożnej 2006 (eliminacje strefy CAF)/Grupa A
W grupie A drugiej rundy eliminacji do Mistrzostw Świata w Piłce Nożnej 2006 (a jednocześnie do PNA 2006) w strefie CAF znalazło się sześć drużyn: Kongo, Liberia, Mali, Togo oraz Zambia z pierwszej rundy eliminacji, a także Senegal, który jako finalista Mistrzostw Świata 2002 został automatycznie rozstawiony w grupie.
Awans na mundial uzyskało Togo, a do Pucharu Narodów Afryki także Senegal i Zambia. 

## Tabela
| Reprezentacja | Pkt | M  | W | R | P | Br+ | Br- | +/- |
| ------------- | --- | -- | - | - | - | --- | --- | --- |
| Togo          | 23  | 10 | 7 | 2 | 1 | 20  | 8   | 12  |
| Senegal       | 21  | 10 | 6 | 3 | 1 | 21  | 8   | 13  |
| Zambia        | 19  | 10 | 6 | 1 | 3 | 20  | 10  | 10  |
| Kongo         | 10  | 10 | 3 | 1 | 6 | 10  | 14  | -4  |
| Mali          | 8   | 10 | 2 | 2 | 6 | 11  | 14  | -3  |
| Liberia       | 4   | 10 | 1 | 1 | 8 | 3   | 27  | -24 |

|         | Kongo | Liberia | Mali | Senegal | Togo | Zambia |
| ------- | ----- | ------- | ---- | ------- | ---- | ------ |
| Kongo   | –     | 3:0     | 1:0  | 0:0     | 2:3  | 2:3    |
| Liberia | 0:2   | –       | 1:0  | 0:3     | 0:0  | 0:5    |
| Mali    | 2:0   | 4:1     | –    | 2:2     | 1:2  | 1:1    |
| Senegal | 2:0   | 6:1     | 3:0  | –       | 2:2  | 1:0    |
| Togo    | 2:0   | 3:0     | 1:0  | 3:1     | –    | 4:1    |
| Zambia  | 2:0   | 1:0     | 2:1  | 0:1     | 1:0  | –      |

## Wyniki
| 5 czerwca 2004 15:00 | Zambia · Jacob Mulenga 11' | 1:0(1:0)raport | Togo | Independence Stadium, Lusaka Widzów: 40 000 Sędzia: Jerome Damon (RPA) |
|                      |                            |                |      |                                                                        |

| 5 czerwca 2004 16:30 | Senegal · Lamine Diatta 59' · Moussa Ndiaye 77' | 2:0(0:0)raport | Kongo | Stade Léopold Sédar Senghor, Dakar Widzów: 18 000 Sędzia: Mohamed Benouza (Algieria) |
|                      |                                                 |                |       |                                                                                      |

| 6 czerwca 2004 16:00 | Liberia · Alvin Kieh 85' | 1:0(0:0)raport | Mali | Samuel Kanyon Doe Sports Complex, Monrovia Widzów: 30 000 Sędzia: Coffi Codjia (Benin) |
|                      |                          |                |      |                                                                                        |

| 19 czerwca 2004 19:00 | Mali · Frédéric Kanouté 80' | 1:1(0:1)raport | Zambia · Harry Milanzi 25' | Stade 26 mars, Bamako Widzów: 19 000 Sędzia: Modou Sowe (Gambia) |
|                       |                             |                |                            |                                                                  |

| 20 czerwca 2004 15:30 | Kongo · Michel Bouanga 52' · Armel Mamouna-Ossila 55' · Gervais Batota 66' | 3:0(0:0)raport | Liberia | Stade Alphonse Massamba, Brazzaville Widzów: 25 000 Sędzia: Mohamed Ould Lemghambodj (Mauretania) |
|                       |                                                                            |                |         |                                                                                                   |

| 20 czerwca 2004 16:00 | Togo · Emmanuel Adebayor 30' · Yao Junior Sènaya 76' · Yao Junior Sènaya 85' | 3:1(1:0)raport | Senegal · Papa Bouba Diop 81' | Stade de Kégué, Lomé Widzów: 25 000 Sędzia: Abderrahim El Arjoun (Maroko) |
|                       |                                                                              |                |                               |                                                                           |

| 3 lipca 2004 16:30 | Senegal · Babacar Gueye 21' | 1:0(1:0)raport | Zambia | Stade Léopold Sédar Senghor, Dakar Widzów: 50 000 Sędzia: Hermínio Monteiro Lopes (Republika Zielonego Przylądka) |
|                    |                             |                |        | |

| 4 lipca 2004 15:30 | Kongo · Armel Mamouna-Ossila 30' | 1:0(1:0)raport | Mali | Stade Alphonse Massamba, Brazzaville Widzów: 20 000 Sędzia: Raphael Divine Evehe (Kamerun) |
|                    |                                  |                |      |                                                                                            |

| 4 lipca 2004 16:00 | Liberia | 0:0raport | Togo | Samuel Kanyon Doe Sports Complex, Monrovia Widzów: 30 000 Sędzia: Mohamed Soumah (Gwinea) |
|                    |         |           |      |                                                                                           |

| 4 września 2004 15:00 | Zambia · Kalusha Bwalya 90+1' | 1:0(0:0)raport | Liberia | Independence Stadium, Lusaka Widzów: 30 000 Sędzia: Kuedza Nchengwa (Botswana) |
|                       |                               |                |         |                                                                                |

| 5 września 2004 16:00 | Togo · Emmanuel Adebayor 37' · Emmanuel Adebayor 80' | 2:0(1:0)raport | Kongo | Stade de Kégué, Lomé Widzów: 20 000 Sędzia: Jean-Olivier Mbera (Gabon) |
|                       |                                                      |                |       |                                                                        |

| 5 września 2004 17:00 | Mali · Mamadou Diallo 4' · Frédéric Kanouté 54' | 2:2(1:1)raport | Senegal · Henri Camara 45' · Papa Dia 84' | Stade 26 mars, Bamako Widzów: 45 000 Sędzia: Mohamed Guezzaz (Maroko) |
|                       |                                                 |                |                                           |                                                                       |

| 10 października 2004 15:30 | Kongo · Michel Bouanga 75' · Armel Mamouna-Ossila 81' | 2:3(0:2)raport | Zambia · Collins Mbesuma 2' · Collins Mbesuma 37' · Collins Mbesuma 65' | Stade Alphonse Massamba, Brazzaville Widzów: 20 000 Sędzia: Atef Yacoubi (Tunezja) |
|                            |                                                       |                |                                                                         |                                                                                    |

| 10 października 2004 16:00 | Togo · Emmanuel Adebayor 23' | 1:0(1:0)raport | Mali | Stade de Kégué, Lomé Widzów: 45 000 Sędzia: Gilbert Njike (Kamerun) |
|                            |                              |                |      |                                                                     |

| 10 października 2004 16:00 | Liberia | 0:3(0:1)raport | Senegal · Papa Bouba Diop 41' · Henri Camara 50' · Henri Camara 73' | Samuel Kanyon Doe Sports Complex, Monrovia Widzów: 26 000 Sędzia: Aboubacar Sharaf (Wybrzeże Kości Słoniowej) |
|                            |         |                |                                                                     | |

| 26 marca 2005 15:00 | Zambia · Elijah Tana 1' · Collins Mbesuma 44' | 2:0(2:0)raport | Kongo | Konkola Stadium, Chililabombwe Widzów: 20 000 Sędzia: Eddy Maillet (Seszele) |
|                     |                                               |                |       |                                                                              |

| 26 marca 2005 16:30 | Senegal · Khalilou Fadiga 19' · El Hadji Diouf 45' (k.) · Abdoulaye Diagne-Faye 56' · Henri Camara 72' · Moussa Ndiaye 75' · El Hadji Diouf 84' | 6:1(2:0)raport | Liberia · Isaac Tondo 86' | Stade Léopold Sédar Senghor, Dakar Widzów: 50 000 Sędzia: Abdullhakim Shelmani (Libia) |
|                     | |                |                           |                                                                                        |

| 27 marca 2005 18:00 | Mali · Soumaila Coulibaly 12' | 1:2(1:0)raport | Togo · Moustapha Salifou 78' · Mamam Cherif Touré 90+1' | Stade 26 mars, Bamako Widzów: 45 000 Sędzia: Justus Agbenyega (Ghana) |
|                     |                               |                |                                                         |                                                                       |

| 5 czerwca 2005 15:30 | Togo · Emmanuel Adebayor 14' · Mamam Cherif Touré 45+2' · Mohamed Kader 61' · Emmanuel Adebayor 90+4' | 4:1(2:1)raport | Zambia · Gift Kampamba 15' | Stade de Kégué, Lomé Widzów: 15 000 Sędzia: Mohamed Guezzaz (Maroko) |
|                      | |                |                            |                                                                      |

| 5 czerwca 2005 15:30 | Kongo | 0:0raport | Senegal | Stade Alphonse Massamba, Brazzaville Widzów: 40 000 Sędzia: Jerome Damon (RPA) |
|                      |       |           |         |                                                                                |

| 5 czerwca 2005 17:00 | Mali · Dramane Coulibaly 7' (k.) · Dramane Coulibaly 34' · Souleymane Diamoutene 48' (k.) · Mahamadou Diarra 75' | 4:1(2:0)raport | Liberia · Arcardia Toe 54' | Stade Amari Daou, Ségou Widzów: 11 000 Sędzia: Lassina Paré (Burkina Faso) |
|                      | |                |                            |                                                                            |

| 18 czerwca 2005 15:00 | Zambia · Linos Chalwe 26' · Collins Mbesuma 85' | 2:1(1:0)raport | Mali · Soumaila Coulibaly 73' | Konkola Stadium, Chililabombwe Widzów: 29 000 Sędzia: Eugenio Colembi (Angola) |
|                       |                                                 |                |                               |                                                                                |

| 18 czerwca 2005 17:00 | Senegal · Mamadou Niang 15' · Henri Camara 30' | 2:2(2:1)raport | Togo · Adékambi Olufadé 11' · Emmanuel Adebayor 71' | Stade Léopold Sédar Senghor, Dakar Widzów: 50 000 Sędzia: Hichem Guirat (Tunezja) |
|                       |                                                |                |                                                     |                                                                                   |

| 19 czerwca 2005 16:00 | Liberia | 0:2(0:1)raport | Kongo · Rudy Bhebey 3' · Rudy Bhebey 73' | Samuel Kanyon Doe Sports Complex, Monrovia Widzów: 5 000 Sędzia: Malick Sillah (Gambia) |
|                       |         |                |                                          |                                                                                         |

| 3 września 2005 15:00 | Zambia | 0:1(0:0)raport | Senegal · El Hadji Diouf 57' | Konkola Stadium, Chililabombwe Widzów: 20 000 Sędzia: Essam Abd El Fatah (Egipt) |
|                       |        |                |                              |                                                                                  |

| 3 września 2005 18:00 | Mali · Abdoulaye Demba 48' · Mohamed Sissoko 51' | 2:0(0:0)raport | Kongo | Stade 26 mars, Bamako Widzów: 10 000 Sędzia: Jean-Olivier Mbera (Gabon) |
|                       |                                                  |                |       |                                                                         |

| 4 września 2005 15:30 | Togo · Emmanuel Adebayor 52' · Mamam Cherif Touré 69' · Emmanuel Adebayor 90+3' | 3:0(0:0)raport | Liberia | Stade de Kégué, Lomé Widzów: 28 000 Sędzia: Khaled Abdul Rahman (Sudan) |
|                       |                                                                                 |                |         |                                                                         |

| 1 października 2005 16:00 | Liberia | 0:5(0:0)raport | Zambia · Ignatius Lwipa 50' · Nchimunya Mweetwa 51' · Mumamba Numba 61' · Nchimunya Mweetwa 63' · Ignatius Lwipa 82' | Antoinette Tubman Stadium, Monrovia Widzów: 0 Sędzia: Raphael Divine Evehe (Kamerun) |
|                           |         |                | |                                                                                      |

| 8 października 2005 15:00 | Senegal · Henri Camara 18' · El Hadji Diouf 23' · Henri Camara 65' | 3:0(2:0)raport | Mali | Stade Léopold Sédar Senghor, Dakar Widzów: 30 000 Sędzia: Eddy Maillet (Seszele) |
|                           |                                                                    |                |      |                                                                                  |

| 8 października 2005 16:00 | Kongo · Bertrand Bouity 26' · Armel Mamouna-Ossila 56' | 2:3(1:1)raport | Togo · Emmanuel Adebayor 40' · Mohamed Kader 60' · Mohamed Kader 70' | Stade Alphonse Massamba, Brazzaville Widzów: 20 000 Sędzia: Abdullhakim Shelmani (Libia) |
|                           |                                                        |                |                                                                      |                                                                                          |